# Mark Mancina
Mark Alan Mancina (Santa Monica, 9 marzo 1957) è un compositore e musicista statunitense.

## Filmografia parziale

### Cinema
- La squadra della morte (Mankillers), regia di David A. Prior (1987)
- Space Munity - Duello nel cosmo (Space Munity), regia di David Winters e Neal Sundstrom (1988)
- Gli eroi nascono all'inferno (Hell on the Battleground), regia di David A. Prior (1989)
- Diario di un assassino (Where Sleeping Dogs Lie), regia di Charles Finch (1992)
- Il mio amico zampalesta (Monkey Trouble), regia di Franco Amurri (1994)
- Speed, regia di Jan de Bont (1994)
- L'uomo di casa (Man of the House), regia di James Orr (1995)
- Bad Boys, regia di Michael Bay (1995)
- Assassins, regia di Richard Donner (1996)
- Facile preda (Fair Game), regia di Andrew Sipes (1996)
- Money Train, regia di Joseph Ruben (1996)
- Twister, regia di Jan de Bont (1996)
- Moll Flanders, regia di Pen Densham (1996)
- Con Air, regia di Simon West (1997)
- Speed 2 - Senza limiti (Speed 2: Cruise Control), regia di Jan de Bont (1997)
- Il tempo di decidere (Return to Paradise), regia di Joseph Ruben (1998)
- Tarzan, regia di Chris Buck e Kevin Lima (1999)
- Bait - L'esca (Bait), regia di Antoine Fuqua (2000)
- Training Day, regia di Antoine Fuqua (2001)
- Unico testimone (Domestic Disturbance), regia di Harold Becker (2001)
- The Reckoning - Percorsi criminali (The Reckoning), regia di Paul McGuigan (2002)
- Koda, fratello orso (Brother Bear), regia di Aaron Blaise e Robert Walker (2003)
- La casa dei fantasmi (The Haunted Mansion), regia di Rob Minkoff (2003)
- Follia (Asylum), regia di David Mackenzie (2005)
- 300, regia di Zack Snyder (2007)
- Shooter, regia di Antoine Fuqua (2007)
- La musica nel cuore - August Rush (August Rush), regia di Kirsten Sheridan (2007)
- Camille, regia di Gregory Mackenzie (2008)
- Immagina che (Imagine That), regia di Karey Kirkpatrick (2009)
- Hurricane Season, regia di Tim Story (2009)
- Penthouse North, regia di Joseph Ruben (2013)
- Planes, regia di Klay Hall (2013)
- Planes 2 - Missione antincendio (Planes: Fire & Rescue), regia di Roberts Gannaway (2014)
- Oceania (Moana), regia di John Musker e Ron Clements (2016)
- Cry Macho - Ritorno a casa (Cry Macho), regia di Clint Eastwood (2021)
- Il mostro dei mari (The Sea Beast), regia di Chris Williams (2022)
- Giurato numero 2 (Juror No. 2), regia di Clint Eastwood (2024)
- Oceania 2 (Moana 2), regia di David Derrick Jr. (2024)

### Televisione
- Capsula di salvataggio (Lifepod), regia di Ron Silver (1993)
- Space Rangers, regia di Pen Densham (1993-1994)
- Gli specialisti (Soldier of Fortune, Inc.), regia di Dan Gordon (1997)
- Oltre i limiti (The Outer Limits), registi vari (1995-2002)
- Blood+, registi vari (2005-2006)
- Criminal Minds, registi vari (2005-2009)

## Premi
- Grammy Award - vinto nel 1999 per Tarzan, in collaborazione con Phil Collins.[1]